# Ioan al Angliei
Ioan (John) Plantagenetul (n. 24 decembrie 1166, Oxfordshire, Anglia, Regatul Unit – d. 19 octombrie 1216, Newark Castle⁠(d), Anglia, Regatul Unit) a fost rege al Angliei din 6 aprilie 1199 până la moartea sa (19 octombrie 1216). A fost și duce al Normandiei (1199-1204). Era fiul regelui Henric al II-lea al Angliei și al Eleonorei de Aquitainia. I-a succedat la tron fratelui său Richard Inimă de Leu. 
Porecla sa „Ioan fără de Țară” (engl. John Lackland) provine din faptul că la moartea tatălui său era încă minor, iar legea engleză prevedea că fiii mai mici ai regilor decedați nu puteau să dețină domenii („țări”) de care nu s-ar fi putut îngriji.
Contemporanii săi l-au considerat un rege slab. A pierdut Ducatul Normandiei și, în 1215 regele Ioan, sub presiunea aristocrației engleze, a semnat Magna Charta Libertatum, fundamentul democrației engleze, oferind puteri nobililor și preoților.
Ioan a devenit rege după moartea fratelui său Richard Inimă de Leu, petrecută în timpul asediului castelului Châlus-Chabrol din Limousin, Franța, la 6 aprilie 1199. Ioan a fost recunoscut ca duce al Normandiei la 25 aprilie, iar la 27 mai al aceluiași an a fost încoronat la Londra, în Catedrala Westminster, ca rege al Angliei.
În anul următor (1200) a reușit să încheie un tratat cu regele Filip al II-lea al Franței prin care acesta îi recunoștea lui Ioan posesia domeniilor continentale angevine (tratatul de pace de Le Goulet).
Baronii din Poitou, considerându-se în mai multe situații nedreptățiți de către Ioan, s-au adresat regele Filip al II-lea al Franței, care era suzeranul lui Ioan pentru posesiunile continentale ale acestuia. În 1202 Ioan a fost chemat la curtea Franței pentru a răspunde acuzațiilor formulate împotriva sa, dar a refuzat să se prezinte. Conform legii feudale, regele Franței a pronunțat comisiei la commise (confiscarea) domeniilor lui Ioan. Mai rămânea însă și realizarea efectivă a acestei confiscări; în acest scop, la instigarea lui Filip al II-lea, au izbucnit răscoale împotriva lui Ioan în Anjou, Touraine, Poitou și Maine - un nou război anglo- francez începuse.
Inițial, Ioan a dobândit câteva victorii, dar penuria de resurse militare și modul în care i-a tratat pe nobilii din Normandia și Anjou, a dus în final la prăbușirea „imperiului angevin” din nordul Franței, în 1204. Ioan și-a petrecut o mare parte din următorii zece ani încercând să recâștige aceste domenii, simultan cu reformarea forțelor sale armate și refacerea alianțelor continentale.